# Manoel de Oliveira
Manoel Cândido Pinto de Oliveira (Portugees: [mɐnuˈɛɫ doliˈvɐjɾɐ]; Porto, 11 december 1908 – Lissabon, 2 april 2015) was een Portugees filmregisseur. Hij was met zijn 106 jaar de oudste actieve filmregisseur in de wereld.

## Biografie
Oliveira werd geboren in Porto. Zijn familieleden waren rijke industriëlen en agrarische grondeigenaren. Hij ging als tiener naar school in Spanje, en wel in Galicië, en wilde toen acteur worden. Manoel de Oliveira trouwde op 4 december 1940, een week vóór zijn 32e verjaardag, met Maria Isabel Brandão de Meneses de Almeida Carvalhais. Hij had twee kinderen: Manuel Casimiro Brandão Carvalhais de Oliveira (geboren in 1941) en Adelaide Maria Brandão Carvalhais de Oliveira (geboren in 1948). Manoel de Oliveira was niet alleen een regisseur, hij was ook Formule 1-rijder op jongere leeftijd. In het Grand Prix seizoen van 1937 deed hij mee en won hij ook. Zijn eerste speelfilm verscheen in 1942, genaamd Aniki-Bóbó. In 2008 werd Oliveira bekroond met een eredoctoraat van de Universiteit van de Algarve. Daarnaast ontving hij meerdere onderscheidingen van diverse filmfestivals. Hij werd onder andere bekroond met twee "Gouden Leeuwen", dit in respectievelijk 1985 en 2004.

## Overlijden
Manoel de Oliveira overleed aan hartfalen. Hij werd overleefd door zijn vrouw (geboren in 1918), hun twee kinderen, vijf kleinkinderen en zeven achterkleinkinderen.

## Filmografie
- 2010: O Estranho Caso de Angélica
- 2009: Singularidades de uma Rapariga Loura
- 2007: Cristóvão Colombo – O Enigma
- 2006: Belle Toujours
- 2005: Espelho Mágico
- 2004: O Quinto Império
- 2003: Um Filme Falado
- 2002: O Princípio da Incerteza
- 2001: Porto da Minha Infância
- 2001: Vou para Casa
- 2000: Palavra e Utopia
- 1999: A Carta
- 1998: Inquietude
- 1997: Viagem ao Princípio do Mundo
- 1996: Party
- 1995: O Convento
- 1994: A Caixa
- 1993: Vale Abraão
- 1992: O Dia do Desespero
- 1991: A Divina Comédia
- 1990: Non, ou a Vã Glória de Mandar
- 1988: Os Canibais
- 1986: O Meu Caso
- 1985: Le Soulier de Satin
- 1981: Francisca
- 1979: Amor de Perdição
- 1974: Benilde ou a Virgem Mãe
- 1971: O Passado e o Presente
- 1963: Acto da Primavera
- 1942: Aniki-Bobó